# Ławica Słupska
Ławica Słupska este o arie protejată (sit de importanță comunitară — SCI, arie de protecție specială avifaunistică — SPA) din Polonia întinsă pe o suprafață de 80.969,72 ha, integral marine.

## Localizare
Centrul sitului Ławica Słupska este situat la coordonatele 54°56′16″N 16°44′48″E / 54.9379°N 16.7468°E.

## Înființare
Situl Ławica Słupska a fost declarat arie de protecție specială avifaunistică în noiembrie 2004 pentru a proteja 6 specii de animale. Situl a fost protejat și ca sit de importanță comunitară în septembrie 2006.

## Biodiversitate
Situată în ecoregiunea continentală, aria protejată conține 2 habitate naturale: Bancuri de nisip acoperite în permanență slab de apă marină, Recifuri.
La baza desemnării sitului se află mai multe specii protejate:
- păsări (5): Cepphus grylle, Clangula hyemalis, cufundar polar (Gavia arctica), cufundar mic (Gavia stellata), rață catifelată (Melanitta fusca)
- mamifere (1): marsuin (Phocoena phocoena)